# Замок Бомениль
Замок Бомениль (фр. Château de Beaumesnil) — замок во французской коммуне Бомениль, департамента Эр, региона Верхняя Нормандия. Редкий пример загородной резиденции эпохи Людовика XIII, построен для маркиза де Нонана (de Nonant). С 1927 по 1939 год принадлежал великому князю Дмитрию Павловичу (1891—1942) из династии Романовых. Часть дворца и парка в 1966 году классифицирована как национальный исторический памятник.

## Описание
В Средние века замок, восходящий к XIII веку, принадлежал знатному роду Аркуров. В память о замке на месте его скошенной башни в наше время насыпан холм, покрытый лабиринтом зелёной растительности.
Существующее в настоящее время жилое здание является редким примером замка эпохи короля Людовика XIII. Большая часть строительных работ, которыми руководил архитектор Жан Гайар, была выполнена с 1633 по 1640 год. Дворец выполнен в стиле позднего Возрождения, однако в его архитектуре также имеются следы последующих течений, пришедших во Францию из Италии (флорентийский стиль) и Голландии. При строительстве использованы кирпич и камень. Недорогой кирпич производился в Нормандии в больших количествах, но для страховки от производственного брака наиболее уязвимые части здания укреплены природным камнем.
Парадный вход в замок расположен с западной стороны; пройдя мост над рвом с водой, можно попасть на парадную площадь, откуда лестница поднимается на уровень между цокольным полуподвалом и первым этажом. Со стороны парка, с востока, имеется другой мост, который выходит прямо на двойную лестницу, ведущую на первый этаж.
Дворцовый комплекс состоит из следующих элементов:
- центральный корпус с выступающим фасадом (фр. avant-corps), увенчанный высоким фонарём, символом власти, в котором на ночь зажигали два огня, указывавшим на местоположение дворца;
- два прямоугольных жилых корпуса (фр. corps de logis) шириной в три травеи каждый, примыкают к центральному корпусу; здесь находились апартаменты хозяев дома, а также спальни для самых почётных гостей;
- два боковых флигеля, пристроенных в XVIII веке, служили для размещения менее значимых гостей;
- весь дворцовый комплекс имеет высокую кровлю, покрытую природным шифером.

Жилые корпуса имеют 4 этажа: полуподвал, два этажа и чердак.
Доминирующая вертикаль фасадов, авторами которых стали братья Мартен и Туссен Лафлеш, дополнительно подчёркивается высокими оконными проёмами и высокими трубами дымоходов. Декор фасадов можно считать избыточным: каждый проём, каждое окно, каждая люкарна увенчана своим собственным фронтоном, полуциркульным или треугольным, центр которых украшен маскароном по мотивам масок итальянской комедии дель арте. Повторяющийся узор из сплетённых букв «M» и «D» является инициалами первой владелицы замка (Marie Dauvet Des Marets). Примечательно сочетание трёх цветовых оттенков: синева шифера символизирует небо, белизна камня является королевским оттенком, а красный цвет кирпича символизирует римских императоров.
Большая парадная лестница размещена полностью внутри центрального корпуса.
На нижнем уровне боковых жилых корпусов расположены следующие помещения:
- кладовое помещение, где хранились запасы дров и вина на текущий день;
- кухня с огромным камином, внутри которого могли ходить повара, колодцем, каменными сидениями в углублении на уровне окон, которые позволяли заниматься шитьём при естественном освещении; при помощи чёрной лестницы кухня была связана со вторым этажом.

На втором этаже последовательно расположены следующие помещения:
- Библиотека, где под стеклом представлена выписка из протокола допроса Франсуа Равальяка, убившего короля Генриха IV; портрет королевы Марии Медичи (дед супруги первого владельца замка был одним из её министров); над этим полотном представлен девиз дома Лаваль-Лезе; в красочном плиточном покрытии представлена разнообразная символика этой фамилии.
- Большая гостиная (Grand Salon) частично исполненная в стиле Людовика XV, в центре которой расположены стулья «courants» (их часто переставляли по необходимости), в узоре обивки которых использованы мотивы басен Лафонтена и экзотические персонажи, а вдоль стен гостиной расположены плетёные стулья «meublants» (их никогда не двигали); ширма с четырьмя створками, защищавшая от сквозняка, располагавшихся на кушетке гостей; камин украшен натуральным морским гребешком; все четыре стены гостиной декорированы обшивочными панелями; большую часть паркетного пола закрывает ковёр, который убирали когда комната не использовалась; над каминной полкой расположено зеркало, составленное из пяти элементов, по французской технике начала XVII века, когда ещё отсутствовала технология изготовления цельного зеркала большого размера; центральная часть плафона окрашена в синий цвет и окаймлена декоративным карнизом.
- Столовая, пол которой вымощен плитками с символикой дома Лаваль-Лезе, подобно полу библиотеки; закреплённые гобелены, которые прежде по правилам висели свободно, чтобы не впитывать запахи; камин был здесь устроен в XIX веке (камины прежде не размещали в столовых);
- Апартаменты мадам — спальня, где размещён портрет королевы Англии Генриетты Французской, младшей дочери Генриха IV и Марии Медичи; секретер, оснащённый оригинальным механизмом: цилиндр открывался путём сдвига дощечки и закрывался при её установке в начальное положение; пространство над дверным проёмом украшено изображением ландышей.
- Небольшой рабочий кабинет.

Верхние этажи закрыты для посещения.

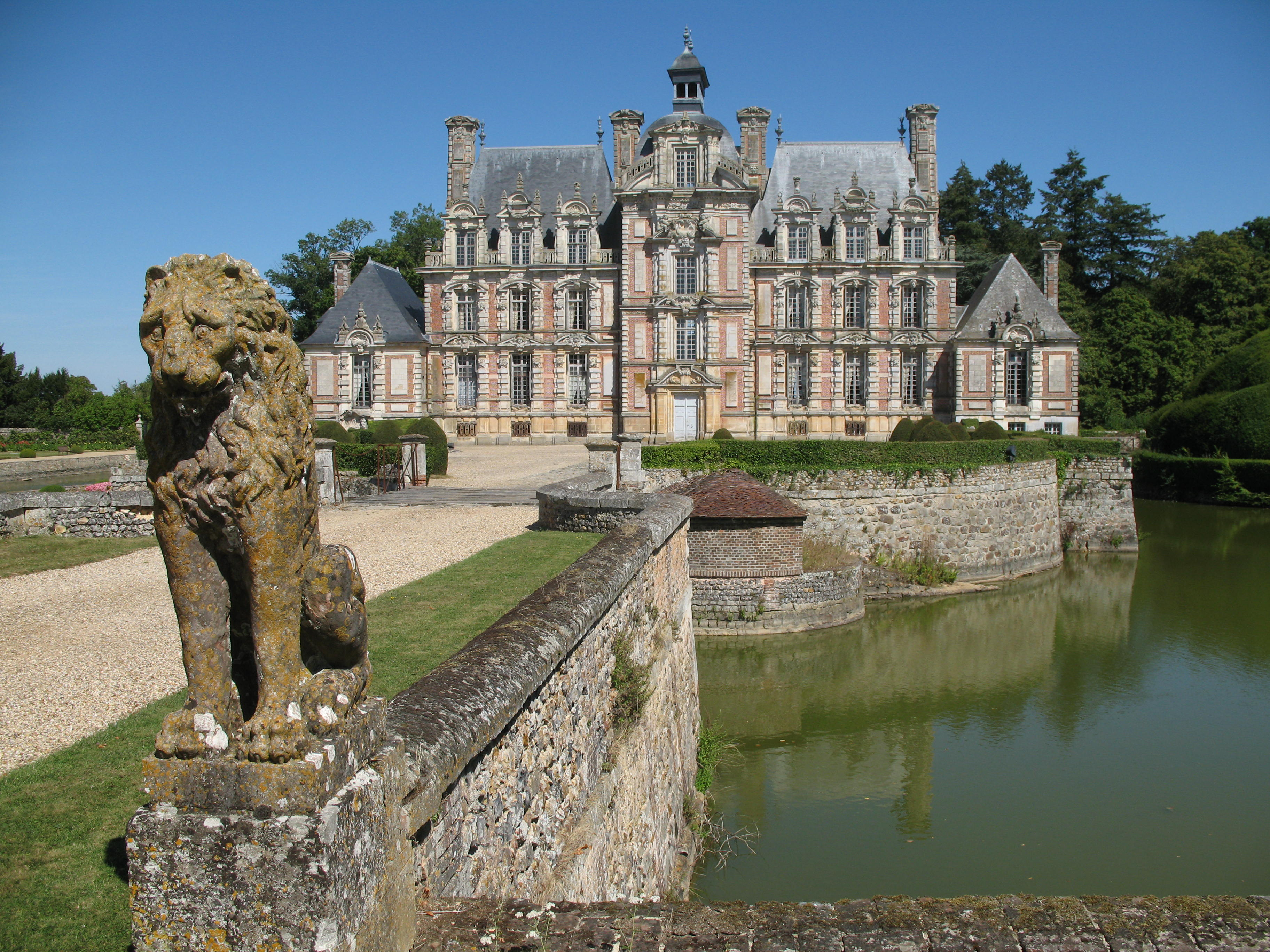
Западный фасад замка
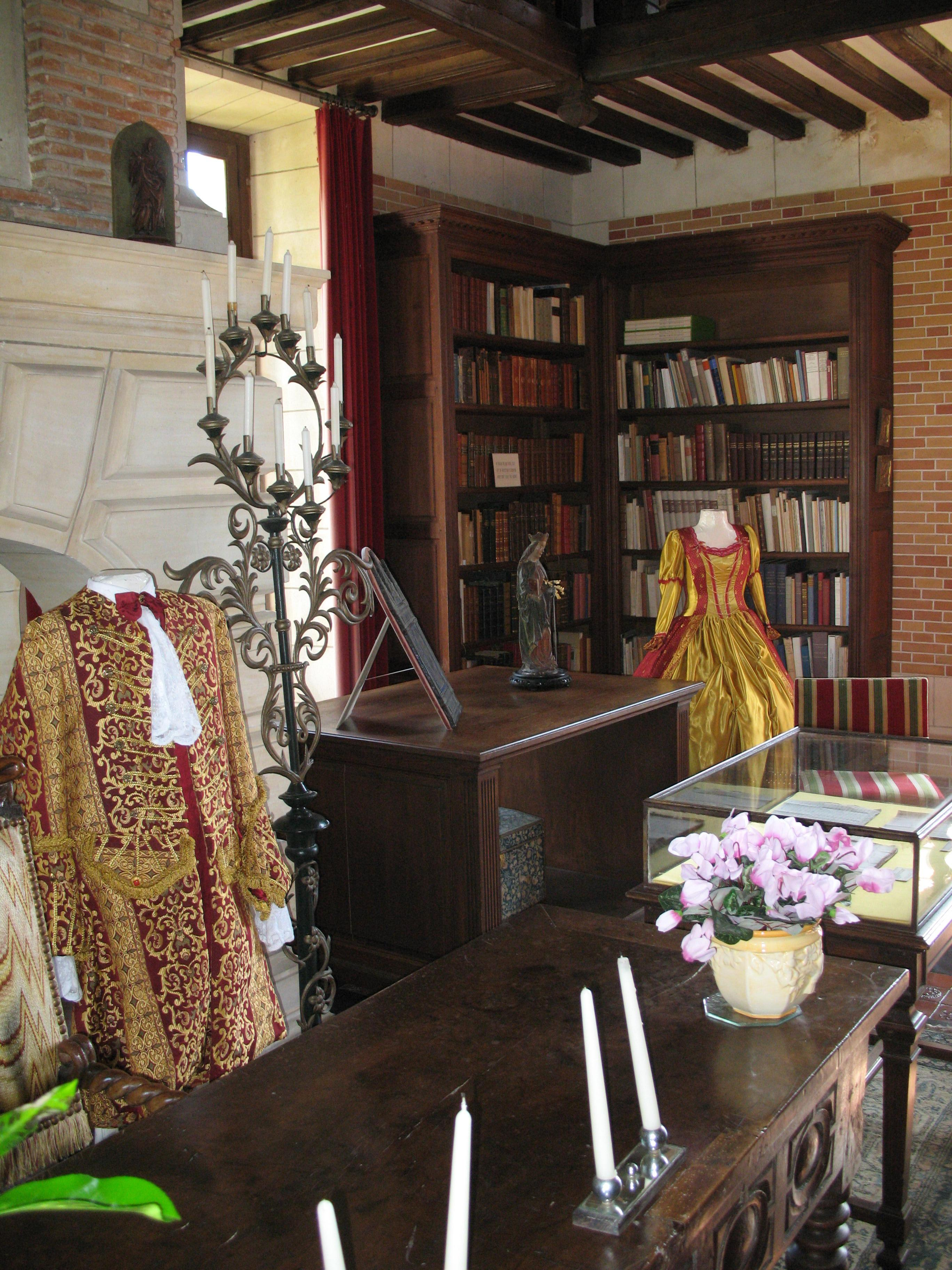
Библиотека
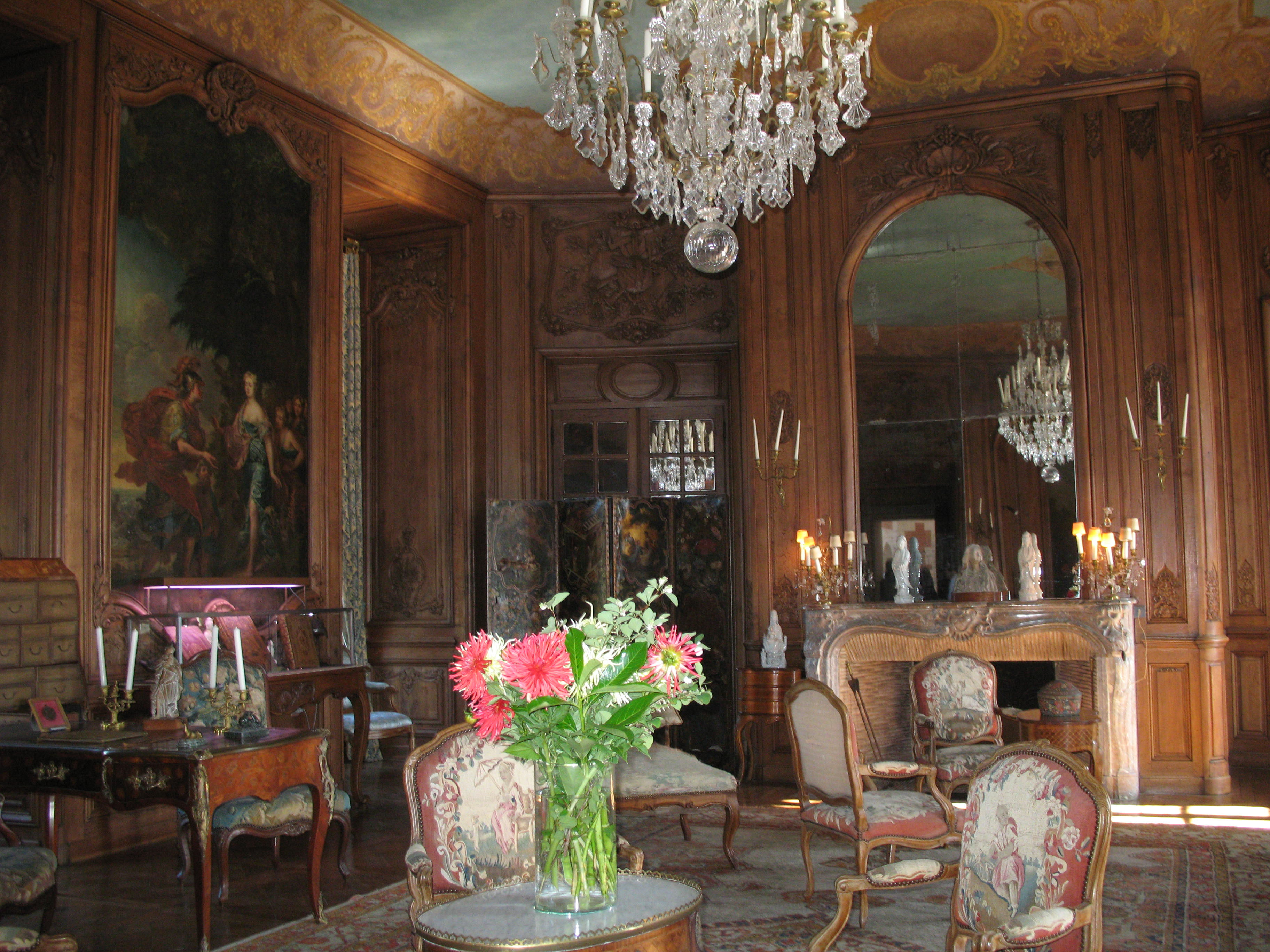
Большая гостиная
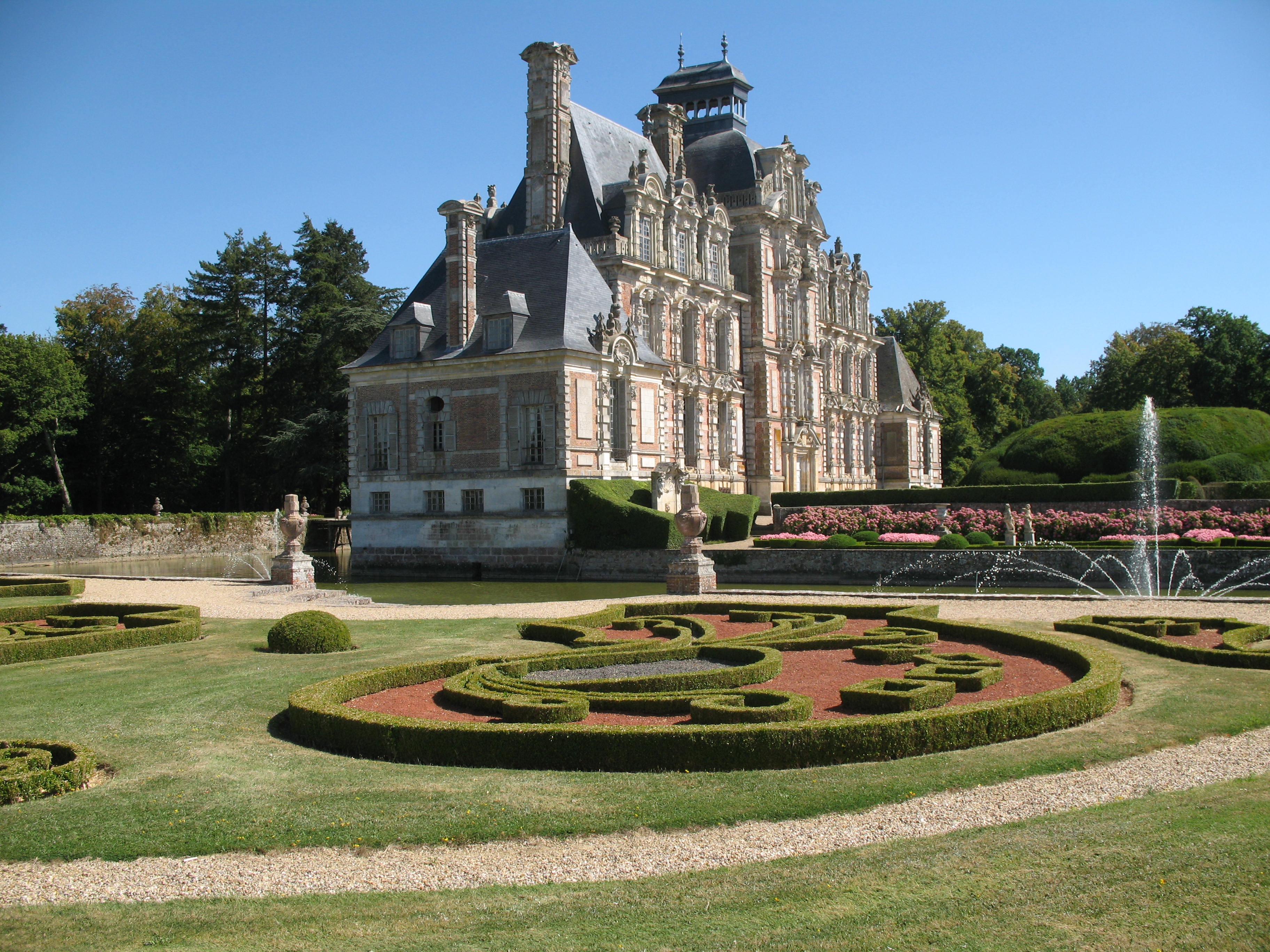
Регулярный парк и восточный фасад

Площадь садово-паркового хозяйства в имении составляет 80 га (в XVIII веке она достигала 3000 га):
- восточную часть занимает парк, через который проходит длинная аллея, окаймлённая симметричными квадратными газонами, за которыми высажены деревья; изначально парк планировал королевский садовник Жан-Батист де Ла Кентини;
- в северной части находится регулярный парк, названный «четыре сезона»; здесь расположено множество скульптурных работ;
- замок и прилегающий к нему феодальный холм окружены широким рвом, заполненным водой; этот ров не имеет оборонительной функции и декорирован фонтанами;
- в западной части по обе стороны от аллеи, ведущей от ворот к курдонёру, расположены общие помещения и ферма.

По мотивам шато Бомениль построен другой дворец в Лире (департамент Мен и Луара), замок де Ла Тюрмельер, возведённый на месте развалин прежнего замка, где родился поэт Жоашен Дю Белле.

## История владения замком
Документальное подтверждение существования владения Бомениль относится к 911 году, дате заключения Сен-Клер-сюр-Эптского договора. До настоящего времени владение последовательно находилось в собственности 15 фамильных родов.

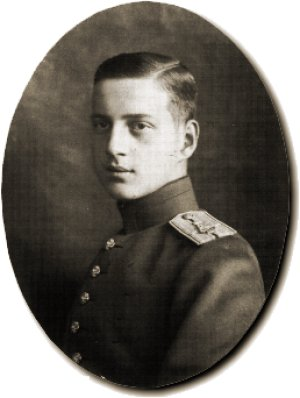
Великий князь Дмитрий Павлович

Первые установленные хозяева этого владения принадлежали к потомству графов де Мёлан. С 1171 года по 1418 год Боменилем владели представители норманнского семейства Аркуров, которые в начале XIII века построили здесь укреплённый замок. В годы Столетней войны в Бомениле обосновались англичане (1418—1449 годы). В 1463 году владение купил Жан VIII д’Аркур, чьи потомки владели этими землями до 1604 года. В это время Бомениль купил у герцога Эльбёфа местный (нормандский) барон Нонан для своего сына Жака, служившего конюшим и камер-юнкером короля Людовика XIII. Именно маркиз Жак де Нонан построил существующий новый замок, который вплоть до 1927 года передавался исключительно через наследование или брак.
В 1760 году владельцем Бомениля через брак стал Арман-Жозеф де Бетюн (1738—1800), один из потомков великого Сюлли . В период Французской революции имение разграбили, владельца замка арестовали и несмотря на то, что он отказался от феодального права на свои земли, его сына Армана (1771—1794) в возрасте 23 лет казнили на гильотине.
В 1851 году Бомениль достался Рудольфу Осиповичу де Местру (1789—1866) по завещанию его сестры Констанции. Местры владели замком до 1927 года, когда брат последнего графа де Местра, чтобы спасти замок от разрушения, продал его американской компании. Владельцем этой американской компании был великий князь Дмитрий Павлович (1891—1942) из династии Романовых; его супруга американского происхождения Одри Эмери занималась восстановлением боковых флигелей.
В 1939 году замок продан финансисту и библиофилу Жану Фюрстенбергу (1890—1982), который устроил здесь музей переплётного дела. Общественный фонд «Fürstenberg Beaumesnil», признанный юридическим лицом в 1966 году, после смерти Жана заботится об обслуживании имения и поддержании его коллекций.

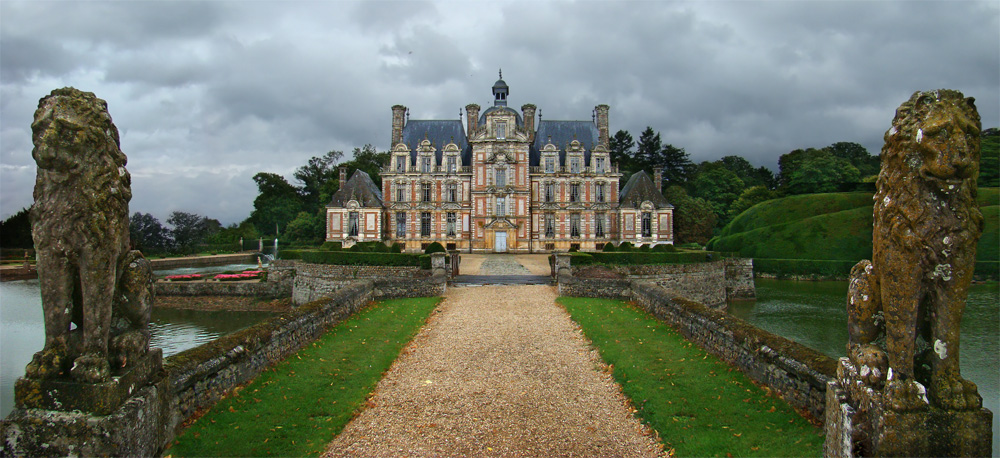